# Lake Hopatcong
Lake Hopatcong is het grootste zoetwaterlichaam in de Amerikaanse staat New Jersey, met een oppervlakte van ongeveer 4 vierkante mijl (10 km²). Het ligt op 30 mijl (48 km) van de Delaware River en 40 mijl (64 km) van Manhattan (New York), en vormt een deel van de grens tussen de provincies Sussex en Morris in het noordelijke hoogland van de staat.
Lake Hopatcong is ontstaan door het afdammen en overstromen van twee vijvers, bekend als de Great Pond en Little Pond, en de Musconetcong River, de natuurlijke afvoer ervan. Historisch gezien stond het bekend als een vakantieoord voor New Yorkers, maar tegenwoordig is het voornamelijk een meer voor de buitenwijken.

## Oorsprong naam
De exacte oorsprong van de naam Hopatcong is onbekend, hoewel deze meestal wordt toegeschreven aan het Lenape-indianenwoord voor "steenwater" of "steen boven water". Sommige taalkundigen geloven dat "Hopatcong" een afgeleide is van het Lenape-woord hapakonoesson, wat "pijpaarde" betekent. Een verklaring voor de oorsprong van het woord Hopatcong is dat het een afleiding was van het Lenni Lenape-woord Huppakong, wat "honingwater van veel baaien" betekent, maar deze formulering werd waarschijnlijk aan het begin van de 20e eeuw bedacht om het toerisme te stimuleren.
Lake Hopatcong stond in de jaren 1700 bekend onder verschillende namen, waaronder Great Pond en Little Pond (voordat ze in één meer overstroomden), Sandhay Sea (circa 1648), Brookland Pond (midden 1700), en Musconetcong Pond (1769).

## Vorming van het meer
Voor het laatste ijstijdperk voedden de wateren van het prehistorische Hopatcong-bekken de Raritan River. De gletsjer die het grootste deel van de New Jersey Highlands vormde, liet een langgerekte eindmorene achter die water uit het bekken naar de Musconetcong River dwong. De gletsjer liet twee vijvers achter, bijna 2 mijl (3,2 km) uit elkaar.
In het begin van de jaren 1700 strekte de Great Pond zich uit tussen Henderson Bay en het huidige Hopatcong State Park. Little Pond was een klein waterlichaam ten zuiden van Woodport. De twee meren werden voor het eerst afgedamd in 1750. Tegen 1831 was Lake Hopatcong bijna tot zijn huidige vorm overstroomd.

## Geschiedenis

### Native Americans
The Lenape-indianen ontdekten het gebied van Lake Hopatcong ongeveer 12.000 jaar geleden. Ze vestigden zich in de buurt van de Great Pond en Little Pond, die overvloedige vis en beboste oevers met veel wild boden. De wateren werden belangrijk voor de tradities van de matrilineaire clans van Inheemse Amerikanen.

### Koloniale verkenning

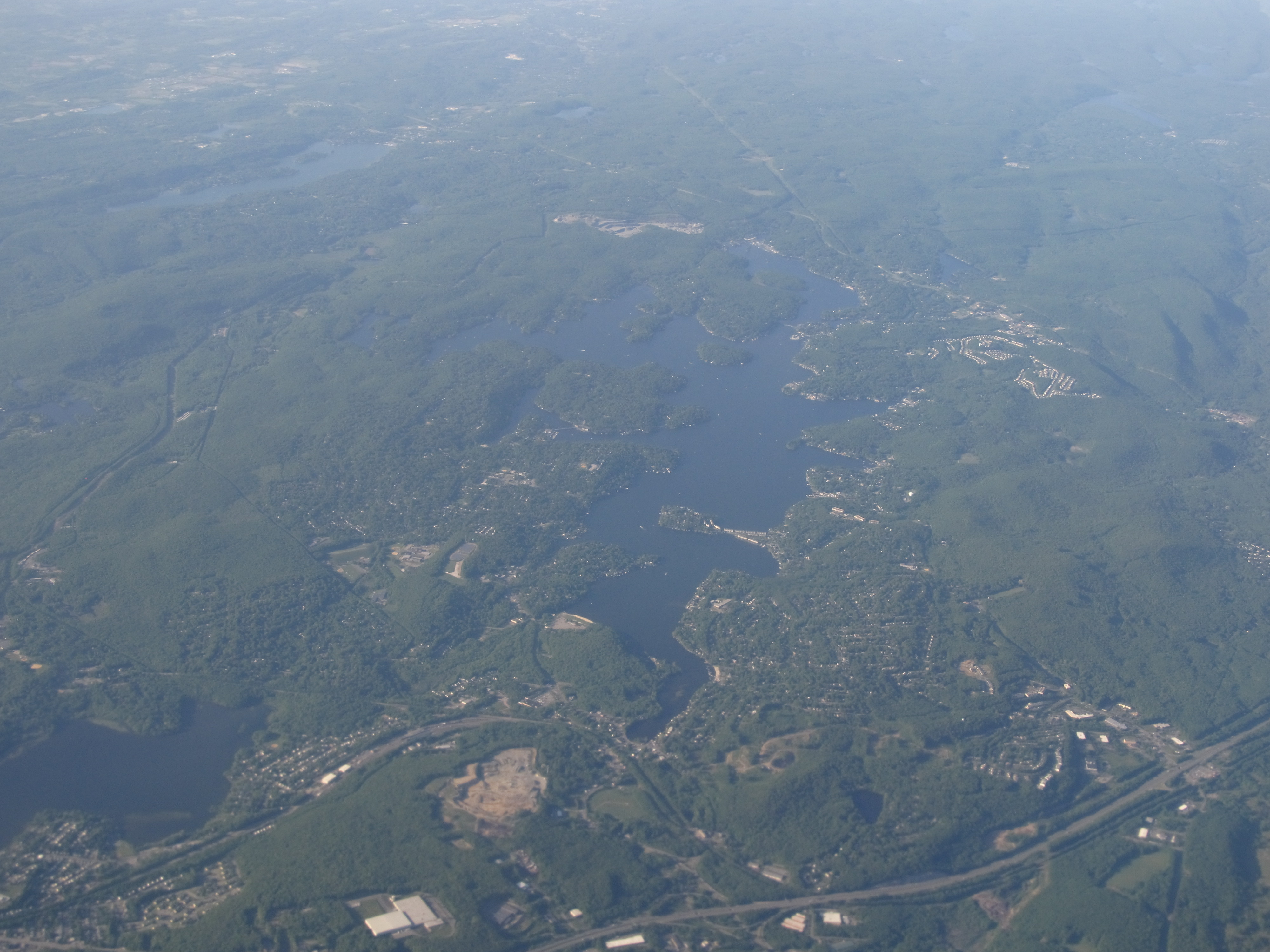
Lake Hopatcong, New Jersey

Koloniale verkenning van de Great en Little Ponds begon in de jaren 1600. Tussen 1750 en 1764 werd er een dam gebouwd op de Musconetcong River voor de Brookland Forge en molen waar de rivier uitmondt in het meer (nu het gebied van Hopatcong State Park), waardoor het waterpeil met ongeveer 6 voet (1,8 m) steeg en de Great en Little Ponds samenvoegde. Tegen die tijd was het grootste deel van de lokale Lenape-bevolking gestorven aan ziekte of had het gebied verlaten.
In de jaren die volgden op de Amerikaanse Revolutie vond er weinig ontwikkeling plaats in de buurt van Lake Hopatcong vanwege het bergachtige terrein.